# کلیر بلوم
کلیر بلوم (انگلیسی: Claire Bloom؛ زادهٔ ۱۵ فوریهٔ ۱۹۳۱) یک هنرپیشه اهل بریتانیا است. وی از سال ۱۹۴۸ میلادی تاکنون مشغول فعالیت بوده‌است.

## فیلم‌شناسی
از فیلم‌ها یا برنامه‌های تلویزیونی که وی در آن نقش داشته‌است می‌توان به سخنرانی پادشاه، جرم‌ها و بزه‌کاری‌ها، روشنی‌های صحنه، تصور آرژانتین، برخورد تایتان‌ها، نزدیکی صمیمانه و چارلی اشاره کرد.